# Свети Георги (църква в Пресил)
„Свети Георги“ (на македонска литературна норма: „Свети Ѓорѓи“) е възрожденска православна църква край прилепското село Вогяни, югозападната част на Северна Македония. Част е от Крушевско-Демирхисарската епархия на Македонската православна църква – Охридска архиепископия.

## География
Църквата се намира в южната част на село Пресил, на малък хълм. Разположена е в границите на археологическия обект „Свети Георги“.

## История и архитектура
Църквата е построена върху основите на по-старата едноименна църква, съществувала на същото място.
В 1961 година са извършени археологически проучвания на археологическия обект „Свети Георги", където са открити останки от църква от типа на вписан кръст, вероятно от XIV век, която стъпва върху по-стари основи. Под пода на църквата и около нея са изкопани, оградени и покрити с каменни плочи 21 гроба. Намерените материали датират от Средновековието до XIX век, докогато на това място са се извършвали погребения.

## Галерия
- Апсидата
- Поглед към църквата
- Камбанарията
- Страничният вход